# اچ‌ام‌ای‌اس لیزمور (جی۱۴۵)
اچ‌ام‌ای‌اس لیزمور (جی۱۴۵) (به انگلیسی: HMAS Lismore (J145)) یک کشتی بود که طول آن ۱۸۶ فوت (۵۷ متر) بود. این کشتی در سال ۱۹۴۰ ساخته شد.